# Jan van Gemert (kunstenaar)
Johannes Albertus (Jan) van Gemert (Gemert, 3 juni 1921 – aldaar, 11 september 1991) was een Nederlands schilder, graficus, beeldhouwer, glazenier en keramist.

## Levensloop
Van Gemert werd geboren als derde van twaalf kinderen. Zijn vader was ex-onderofficier en arbeider in de textielindustrie. Zijn moeder kwam uit een tuiniersgezin. Op 13-jarige leeftijd raakte Van Gemert betrokken bij een ongeval, waardoor hij een been moest missen. Drie jaar later schreef hij zich in voor de kaderopleiding van de Katholieke Arbeidersbond in Helmond, waar hij in 1940 examen deed. In datzelfde jaar vluchtte hij voor de Arbeitseinsatz en vond hij onderdak bij Willi Martinali in Deurne. Tijdens de oorlog kreeg hij tekenles van de portrettist Jacques Stroucken. Van Gemert trouwde en kreeg drie kinderen. Na de oorlog keerde hij terug naar Gemert en had hij uiteenlopende betrekkingen, onder meer als huisknecht, textielarbeider, kantoorbediende en kokshulp. Tevens ontving hij opdrachten via de Contraprestatieregeling en trok hij met Willi Martinali langs scholen en buurthuizen om cursussen Vrije Expressie te geven.
In 1952 kon hij dankzij hulp van de Gemertse burgemeester De Bekker een atelier bouwen, en in 1954 voltooide hij zijn opleiding aan de Akademie voor Industriële Vormgeving Eindhoven, waar hij les kreeg van onder anderen Jan Gregoor en Jacques van Rhijn. Hij was lid van de Algemene Katholieke Kunstenaars Vereniging en van de Eindhovense sociëteit Cultureel Contact, die onder aanvoering stond van Jan Henselmans, Louis Vrijdag en Frans Babylon. In 1956 richtte hij samen met o.a. Jan Kuhr, Jean Nies en Piet van Hemme het kunstcentrum De Vrije Expressieven op, dat echter geen lang leven beschoren zou zijn. Na te zijn begonnen aan een opleiding voor de akte M.O. handenarbeid werd hij in 1959 benoemd aan de Eindhovense LTS. Korte tijd later stapte hij over naar de sociale academie Den Elzent te Eindhoven, waar hij tot 1975 zou lesgeven. Vanaf het midden van de jaren zeventig had Van Gemert een relatie met textielkunstenares Rick Boesewinkel (1931-1993), met wie hij enkele jaren voor zijn dood trouwde.

## Werk
In zijn voornamelijk expressionistische werk is Jan van Gemert verwant met o.a. Edgar Tijtgat, Herman Kruyder, Willem Hofhuizen (die hij tijdens de Tweede Wereldoorlog had leren kennen) en met andere 'Brabantse expressionisten' als Hendrik Wiegersma en Jan van Eyk. Zijn favoriete medium was olieverf op hardboard, doek of papier, maar hij gebruikte ook waskrijt, lijmverf en Siberisch krijt. Beeldhouwwerk, mozaïeken en reliëfs in chamotte en terracotta van Jan van Gemert zijn te zien in Gemert, 's-Hertogenbosch, Uden, Weert, Son (bevrijdingsmonument), Elsendorp (doopvont bij de Sint-Christoffelkerk), Made, Drimmelen (verzetsmonument), Wanroij, Bakel en Odiliapeel.

## Openbare collecties
- Museum Kempenland, Eindhoven.
- Museum De Wieger, Deurne.